# 9.º Ejército (Unión Soviética)
El 9.º Ejército (9-я армия en ruso) fue un ejército del Ejército Rojo. Participó en la ocupación de Besarabia en 1940, en la invasión de Finlandia ese mismo año y en la Gran Guerra Patria contra la Alemania Nazi desde 1941 hasta 1943, cuando fue disuelto. Fue reformado en 1966, pero en 1989 fue redesignado como el XXXI Cuerpo.

## Comandantes
(Los rangos mostrados son la máxima graduación alcanzada por el oficial.) 
- Teniente General Mijail Dukanov (1939)
- Mariscal Vassili Chuikov (1939 - 1940)
- Coronel General Iván Boldin (1940)
- Coronel General Iakov Cherevichenko (junio - septiembre de 1941)
- Teniente General Fiódor Kharitonov (septiembre de 1941 - mayo de 1942)
- Teniente General Petr Kozlov (mayo - junio de 1942)
- Teniente General Anton Lopatin (junio - julio de 1942)
- Teniente General Feofan Parkhomenko (julio - agosto de 1942)
- Coronel General Konstantin Koroteev (septiembre de 1942 - febrero de 1943)
- Coronel General Vassili Glagolev (febrero - marzo de 1943)
- Teniente General Konstantin Koroteev (marzo - mayo de 1943)
- Mayor General Petr Kozlov (mayo - junio de 1943)
- Teniente General Aleksei Grechkin (junio - noviembre de 1943)